# Georgios Monachos

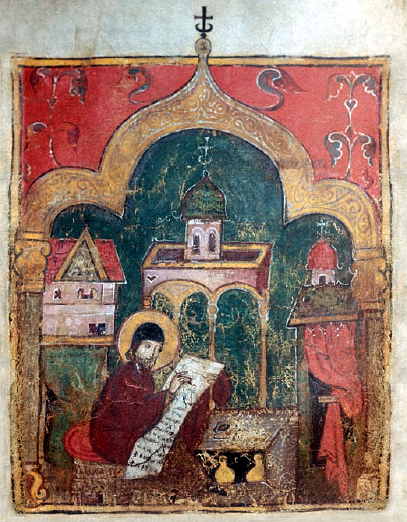
Georgios Monachos

Georgios Monachos war ein byzantinischer Chronist, der im späten 9. Jahrhundert lebte.

## Leben und Werk
Über sein Leben ist kaum etwas bekannt. Georgios war Mönch und wird in mehreren Handschriften als „Sünder“ bezeichnet (weswegen er bisweilen Georgios Hamartolos genannt wird), doch handelt es sich nur um eine geläufige mönchische Selbstbezeichnung. Georgios ist der Verfasser (oder besser: Kompilator) einer in Byzanz äußerst beliebten Weltchronik, die von der „Schöpfung“ bis zum Beginn der Regierungszeit Kaiser Michaels III. (842) reicht. Die Abfassungszeit der Chronik ist in der neueren Forschung umstritten: Georgios schrieb demnach entweder in den späten 860er oder erst in den 870er Jahren.
Georgios erhob nicht den Anspruch, eine eigenständige geschichtliche Schilderung zu bieten. Vielmehr sammelte er sein Material aus bereits bestehenden Chroniken und kompilierte basierend darauf eine zusammenfassende christliche Weltchronik. Seine Quellen waren fast ausnahmslos christliche Autoren (anders als etwa Georgios Synkellos, der sich auch stark auf pagane Geschichtswerke gestützt hat). Hauptquellen waren etwa das Alte Testament, Eusebios von Kaisareia, Theodoret, Johannes Malalas und Theophanes. Darüber hinaus hat sich Georgios kaum um weitere Informationen bemüht, wenngleich er für das 7. und 8. Jahrhundert wohl wenigstens Konzilsakten herangezogen zu haben scheint. Die Chronik des Georgios besitzt somit aber faktisch keinen eigenständigen Quellenwert, zumal er offenbar an chronologischer Genauigkeit nicht sehr interessiert war und ebenso unhistorische Schilderungen bot.
Georgios war nicht um eine ausgewogene Darstellung bemüht, sondern stellt sich als Verteidiger des orthodoxen Glaubens dar. Er polemisiert stark und mit teilweise groben Worten gegen die Ikonoklasten in Byzanz (siehe Byzantinischer Bilderstreit), gegen den Manichäismus und gegen den Islam. Seine Ablehnung paganer Werke ist ebenfalls kein Zufall, denn Georgios lehnte die klassische Historiographie offenbar ab, die aber in Byzanz auch von christlichen Autoren sonst durchaus gewürdigt wurde. Vermutlich profilierte sich Georgios dabei als Gegner der sogenannten makedonischen Renaissance in Byzanz, die in dieser Zeit begann. Der Schwerpunkt seiner für eine breite Leserschaft geschriebene Schilderung liegt im kirchengeschichtlichen Bereich, während die politische Geschichte nur sehr knapp behandelt wird. Zahlreiche Zitate aus der Bibel und einzelnen Schriften der griechischen Kirchenväter sind in die Darstellung eingeflochten. 

Die pagane Geschichte wird in christlicher Sicht gedeutet: Während Gaius Iulius Caesar mit wenigen Zeilen abgehandelt wird, widmet sich Georgios ausführlich der Zeit des Augustus, in der sich die Geburt Jesu von Nazaret ereignete. Das Missverhältnis der Darstellung wird auch an anderen Stellen deutlich: So wird die Zeit Vespasians aufgrund des Interesses des Georgios für die jüdische Geschichte ungleich ausführlicher behandelt als die Zeit von Trajan bis Septimius Severus.
Die Chronik fand vor allem aufgrund der einfachen und leicht verständlichen Sprache zahlreiche Leser. Sie wurde später ins Altgeorgische und Kirchenslawische übersetzt. Eine Fortsetzung der Chronik (bis 948, mit teils späteren Zusätzen) ist im Rahmen der sogenannten Logothetenchronik als eigenständige Fassung überliefert.

## Ausgaben
- Georgius Monachus. Chronicon. Hrsg. von  Carl de Boor. 2 Bde., Teubner, Leipzig 1904 (Nachdruck Stuttgart 1978).